# Catanthera quintuplinervis
Catanthera quintuplinervis är en tvåhjärtbladig växtart som först beskrevs av Célestin Alfred Cogniaux, och fick sitt nu gällande namn av Madhavan Parameswarau Nayar. Catanthera quintuplinervis ingår i släktet Catanthera och familjen Melastomataceae. Inga underarter finns listade i Catalogue of Life.